# 虎哉孝征
虎哉 孝征（こさい たかゆき、1974年 - ）は、日本の漫画家。宮城県出身。
アフタヌーン四季賞1998年夏のコンテスト四季賞において「RENDEZOUS POINT」で四季賞を受賞し、同作が『月刊アフタヌーン』（講談社）1998年10月号に掲載されてデビューした。『ガンダムエース』（KADOKAWA）誌上において「機動戦士ムーンガンダム」を連載中（2020年1月現在）。

## 略歴
- 1998年 - 講談社のアフタヌーン四季賞・夏のコンテストにて、「RENDEZOUS POINT」で「四季賞」を受賞。『月刊アフタヌーン』同年10月号でデビュー。

- 2004年 - 『終戦のローレライ』（原作：福井晴敏）の漫画版を『月刊アフタヌーン』にて連載。

- 2008年 - 初のオリジナル長編となる『カラミティヘッド』を『good!アフタヌーン』にて連載。

- 2011年（平成23年） - 3月11日に発生した東日本大震災（東北地方太平洋沖地震）により、自宅が津波に流された。自身は直前に付近のビルに避難して無事。

## 作品リスト

### 漫画作品
- RENDEZVOUS POINT（『月刊アフタヌーン』1998年10月号） - 単行本未収録。
- 『終戦のローレライ』講談社〈アフタヌーンKC〉全5巻（原作：福井晴敏、脚色：長崎尚志、『月刊アフタヌーン』2005年3月号 - 2007年11月号） - 同名小説のコミカライズ。
- 『カラミティヘッド』講談社〈アフタヌーンKC〉全2巻（『good!アフタヌーン』1号〈2008年〉 - 10号〈2010年〉）
  1. 2010年4月発行、ISBN 978-4-06-310649-7
  2. 2010年6月発行、ISBN 978-4-06-310667-1
- 『機動戦士ガンダムUC テスタメント』角川書店〈角川コミックス・エース〉既刊2巻（『ガンダムエース』2010年 - ）
  1. 2012年3月9日発売、ISBN 978-4-04-120211-1
  2. 2016年7月26日発売、ISBN 978-4-04-104547-3
- 『機動戦士ガンダム MSV-R 宇宙世紀英雄伝説 虹霓のシン・マツナガ』角川書店〈角川コミックス・エース〉全9巻（『ガンダムエース』2012年8月号 - 2017年5月号）
- 『機動戦士ムーンガンダム』KADOKAWA〈角川コミックス・エース〉既刊14巻（『ガンダムエース』2017年11月号 - 連載中）

### その他
- 機動戦士ガンダムUC（『ガンダムエース』2007年2月号 - 2009年8月号）福井晴敏による小説の挿絵、単行本4巻 - 10巻相当分を担当。